# Galerida magnirostris
Galerida magnirostris е вид птица от семейство Чучулигови (Alaudidae).

## Разпространение
Видът е разпространен в Лесото, Намибия и Южна Африка.